# Canadian Forces Base Gagetown
Canadian Forces Base Gagetown är en militärbas i Kanada.   Den ligger i provinsen New Brunswick, i den sydöstra delen av landet, 700 km öster om huvudstaden Ottawa. Canadian Forces Base Gagetown ligger 55 meter över havet.